# Thokcha

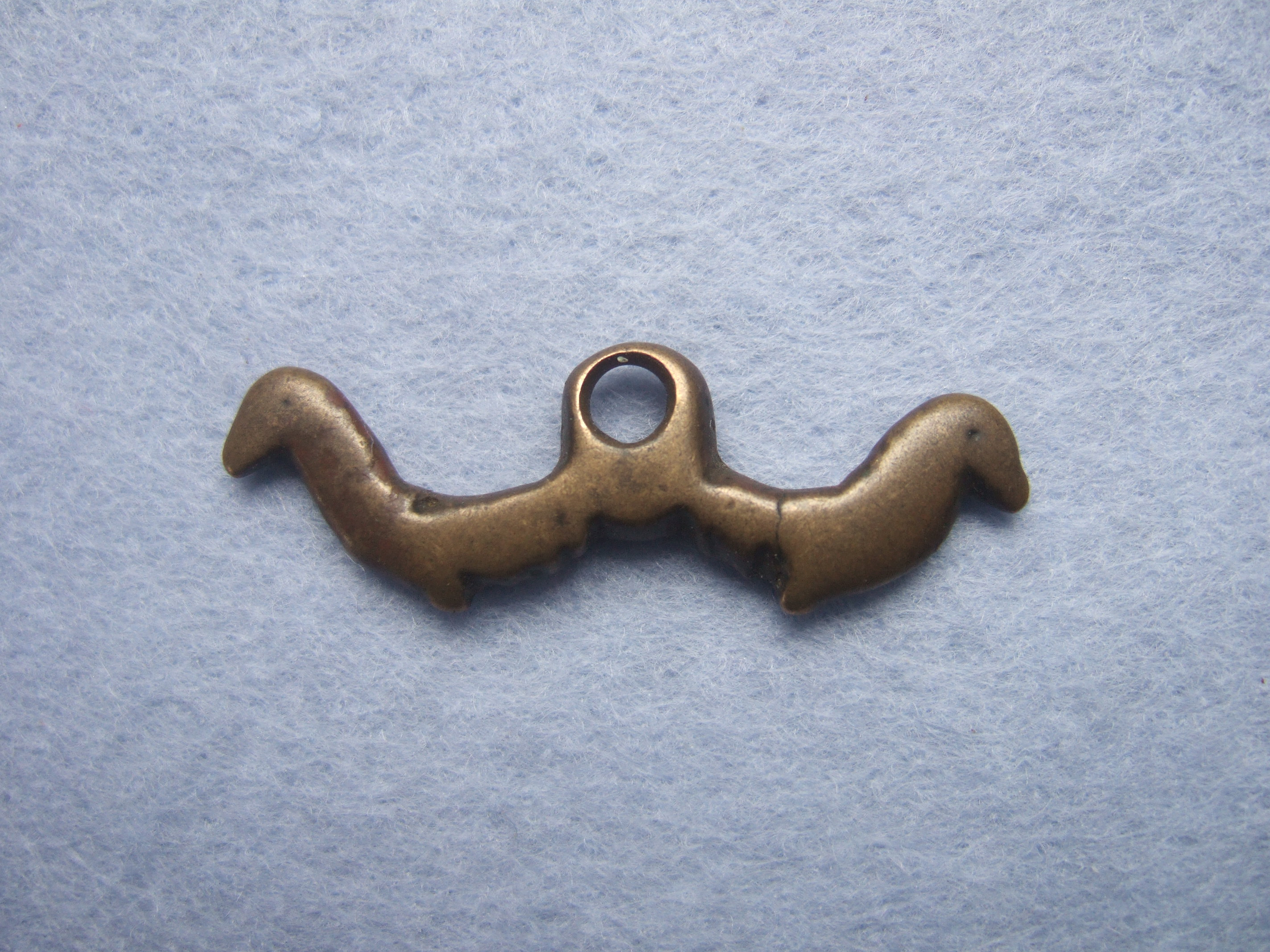
Tibetaanse thokcha in de vorm van een kleine boog. Deze thokcha kan oorspronkelijk de functie hebben gehad van knoop in een aanzetriem

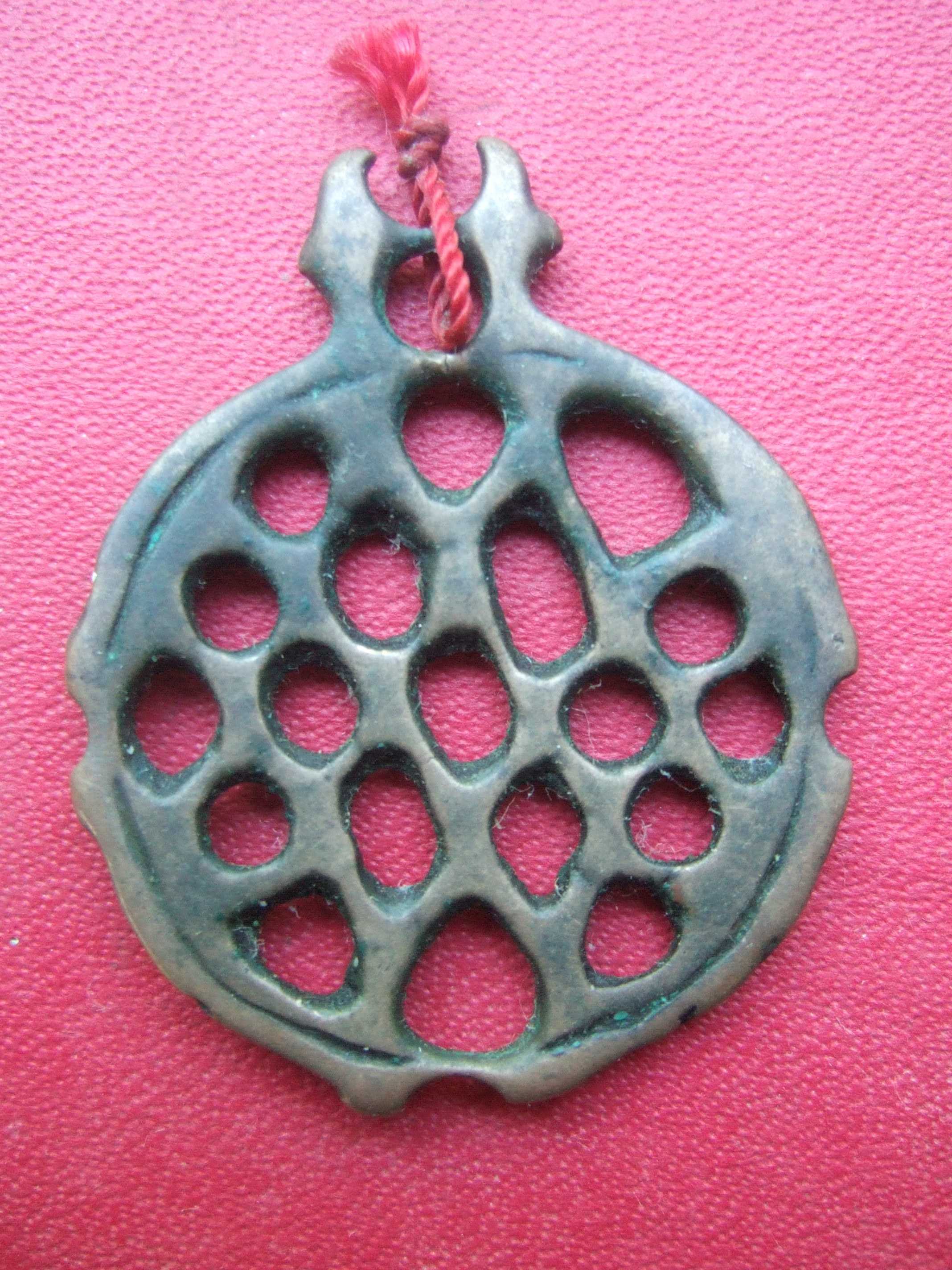
Bronzen thokcha

Een thokcha (Tibetaans: thog betekent "boven" of "bliksem"; lcags betekent "ijzer" of "metaal") is een Tibetaans, oud metalen object dat dienstdoet als talisman.
Tibetaanse boeddhisten geloven dat thokchas begiftigd zijn met magie en beschermende kracht hebben. In deze hoedanigheid zijn ze vergelijkbaar met de Tibetaanse dzi-kralen.

## Ouderdom
Thokchas kunnen worden ingedeeld in twee groepen, waarvan de eerste wordt gevormd door objecten uit de voor-boeddhistische periode in het Tibetaanse Zhangzhung-tijdperk rond 1000 v.Chr. tot 900 n.Chr. en de tweede objecten betreft vanaf de intrede van het boeddhisme sinds ongeveer de 7e eeu n.Chr.. Beide perioden overlappen elkaar enigszins.

## Vorm en toepassing
Thokchas zijn metalen objecten die een lengte kunnen hebben van 2 cm tot 15 cm. Oorspronkelijk werden ze gebruikt in paardentuigen, voor gespen of speerpunten of dienden ze als versiering van kleding, geldbuidels, of als onderdeel van dagelijkse voorwerpen.
Op thokchas staan vertoningen van zowel mythologische als echte dieren, en van godheden uit het boeddhisme of bön.